# Кошкін Костянтин Вікторович
Костянтин Вікторович Кошкін (8 жовтня1953 — 24 грудня 2017, Миколаїв, Україна) — український учений в галузі інформаційних технологій та управління проектами, професор, директор інституту комп'ютерних наук національного університету кораблебудування. Заслужений діяч науки і техніки України, лауреат Державної премії України в області науки і техніки.
Закінчив Миколаївський кораблебудівний інститут (1977) за спеціальністю турбінобудування.  Викладати Костянтин Вікторович почав у своєму рідному інституті. У 1980 році його призначили на посаду асистента кафедри вищої математики Кандидат технічних наук (1984) за спеціальністю суднові енергетичні установки, доцент кафедри вищої математики (1987), завідувач кафедри інформаційних технологій (з 1990), декан кораблебудівного факультету (з 1997), професор (2001), доктор технічних наук.
Автор понад 300 наукових робіт.